# Carrizal Cinta Larga
Carrizal Cinta Larga är en ort i Mexiko.   Den ligger i kommunen Técpan de Galeana och delstaten Guerrero, i den södra delen av landet, 300 km sydväst om huvudstaden Mexico City. Carrizal Cinta Larga ligger 12 meter över havet och antalet invånare är 270.
Terrängen runt Carrizal Cinta Larga är huvudsakligen platt, men norrut är den kuperad. Havet är nära Carrizal Cinta Larga åt sydväst. Runt Carrizal Cinta Larga är det ganska glesbefolkat, med 22 invånare per kvadratkilometer. Närmaste större samhälle är Tecpan de Galeana, 12,2 km nordost om Carrizal Cinta Larga. Omgivningarna runt Carrizal Cinta Larga är en mosaik av jordbruksmark och naturlig växtlighet.